# Topsöğüt, Bünyan
Topsöğüt là một xã thuộc huyện Bünyan, tỉnh Kayseri, Thổ Nhĩ Kỳ. Dân số thời điểm năm 2008 là 519 người.